# جمعة (اسم)
جمعة هو اسم علم مذكر من أصل عربي، ومعناه هو اسم آخر أيام الأسبوع، والعرب يميلون إلى تسمية أبنائهم بأسماء الأزمنة من الأيام والشهور، سمي يوم الجمعة لأن قريشًا كانت تجتمع فيه.

## شخصيات تحمل الاسم
- جمعة الزبارقة (سياسي إسرائيلي، 15 أغسطس 1956 – )
- جمعة الماجد (رجل أعمال إماراتي، 1930 – )
- جمعة الوهيبي (لاعب كرة قدم عماني، 2 مارس 1980[3] – )
- جمعة راشد (لاعب كرة قدم إماراتي، 12 ديسمبر 1972 – )
- جمعة سانتوس (موسيقي أمريكي، 15 يناير 1948[4] – 10 سبتمبر 2007)
- جمعة سلطان (موسيقي أمريكي، 13 أبريل 1942 – )
- جمعة عبد الله (لاعب كرة قدم إماراتي، 11 مارس 1982 – )
- جمعة عتيقة (سياسي ليبي، 1950 – )
- جمعة كاسيجا (لاعب كرة قدم تنزاني، 20 أبريل 1985 – )
- جمعة كلارنس (لاعب كرة قدم من ترينيداد وتوباغو، 17 مارس 1989[5] – )

## وصلات خارجية
- موسوعة السلطان قابوس لأسماء العرب نسخة محفوظة 5 أبريل 2019 على موقع واي باك مشين.